# The Parliaments

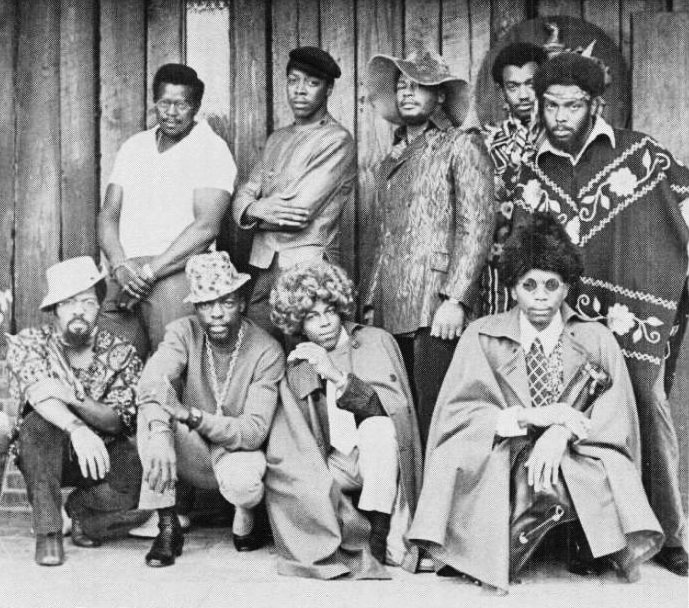
The Parliaments

The Parliaments était un quintet de doo-wop originaire de Plainfield, New Jersey. Ils répétaient dans l'arrière boutique d'un coiffeur.

## Membres
- George Clinton
- Stingray Davis
- Fuzzy Haskins
- Calvin Simon
- Grady Thomas

## Biographie
Le groupe commença par des reprises de Frankie Lymon & the Teenagers, mais composa par la suite ses propres morceaux aux paroles très étranges. Durant la période où Clinton, le leader du groupe, partait à Détroit chaque semaine pour se produire avec d'autres groupes comme The Pets ou Roy Handy, The Parliaments changèrent de label à plusieurs reprises, sortirent plusieurs EPs : Poor Willy/Party Boys (APT), Lonely Island/Cry For Flip (Golden World) and Heart Trouble/That Was My Girl (Golden World). Ils n'eurent cependant pas le succès escompté. En 1967, The Parliaments sortirent I Wanna Testify (Revilot), et ce morceau atteignit la 3e place du classement R&B et 20e du classement Pop aux Billboard Music Charts. En 1968 le groupe eut quelques différents avec Revilot, et Clinton renomma le groupe Funkadelic, ce qui était plus cohérent compte tenu de la tendance musicale du groupe : le funk, et la musique psychédélique. Lorsque Revilot fit faillite, The Parliaments furent vendus à Atlantic Records, et Clinton abandonna le doo-wop pour ne pas avoir à travailler pour Atlantic. Funkadelic, et son groupe, Parliament, devinrent d'incontournables pionniers du funk.
En 1994, la plupart des morceaux des The Parliaments sortirent sur l'album I Wanna Testify chez Goldmine Soul Supply.

## Album
| Année | Titre           | Label           |
| ----- | --------------- | --------------- |
| 1967  | I Wanna Testify | Revilot Records |